# 星は何でも知っている
「星は何でも知っている」（ほしはなんでもしっている）は、1958年7月に発売された平尾昌章の楽曲である。またこの曲をモチーフにした、同名の歌謡映画が日活により製作され、平尾自身も出演した。

## 解説
- 後に作曲家として活躍するようになる平尾昌晃が、ロカビリー歌手時代（「平尾昌章」名義）に歌い大ヒットした曲である。
- 1958年製作の日活映画『星は何でも知っている』の主題歌に起用された。
- NHK連続テレビ小説『てるてる家族』[1]の第35話で『ラヴ・ミー・テンダー』とともに使われた。
- 当時はシングル盤としてEP盤（品番：EB-108）とSP盤（品番：C-1617）が併売されていた（ジャケットは共用であり、表面には2つの品番が併記されている）。いずれもB面には童謡「夕焼小焼」をロックアレンジした「ロック夕やけ小やけ」を収録しており、エルヴィス・プレスリーばりの、ロカビリースピリットあふれるボーカルとバッキングアンサンブルから平尾昌晃の出自を窺い知ることができる。
- 累計売上は50万枚[2]、または100万枚[3]を記録。
- 初出であるレコードのジャケットでは「星はなんでも知っている」と表記されている。バージョンによっては「星は何んでも知っている」と表記されている場合もある。
- 1966年に同内容でジャケットデザインを変更してシングル盤として再発されている（品番：EB-108）。同年には、本楽曲と「ミヨチャン」「おもいで」「星の降るよな晩だった」を収録したコンパクト盤「星はなんでも知っている」も発売（品番：SS-184）。
- 1970年・1978年・1984年にB面を同じく平尾のヒット曲である「ミヨちゃん」に差し替えたシングルが発売されている。（品番は1970年盤がBS-1141、1978年盤がGK-2034、1984年盤がK07S-2826）
- 1976年、平尾昌晃がディスコアレンジで再録音したものがLP『disco train』に収録された（編曲：深町純）。

## 収録曲
A面：星は何でも知っている
- 作詞: 水島哲、作曲: 津々美洋

B面：ロック夕やけ小やけ
- 作詞: 中村雨虹、作曲: 草川信、編曲：平尾昌章/津々美洋
- 演奏：オールスターズ・ワゴン
- コーラス：リリオ・リズム・エアーズ

## カバー
星は何でも知っている
- 望月浩（1969年、シングル「星はなんでも知っている／恋のズッケロ」収録）
- 豊川誕（1976年、LP『夜空の道しるべ』収録）
- メル・テイラー（LP『メル・テイラーイン・ジャパン』収録）

## 映画
- 『星は何でも知っている』(1958年8月12日公開、49分)[4]

### スタッフ
- 監督 : 吉村廉
- 脚本 : 小川英
- 原作 : 小野田勇
- 企画 : 茂木了次
- 撮影 : 姫田真佐久
- 美術 : 千葉一彦
- 音楽 : 河辺公一
- 録音 : 古山恒夫
- 照明 : 岩木保夫

### キャスト
- 丘野美子 : 嵯峨栞
- 岡田眞澄 : 松村五郎
- 木戸新太郎 : 富本三平
- 平尾昌章 : 平戸昌彦
- 伊藤寿章 : 藤田
- 菅井一郎 : 倉谷
- 初井言栄 : 欣子
- 葵真木子 : 典子
- 水木京一 : 写真屋の男
- 日輪マコ : ファンの娘
- 田端義夫(特別出演)